# Galway-Mayo Institute of Technology
Das Galway-Mayo Institute of Technology (kurz: GMIT; irisch Institúid Teicneolaíochta na Gaillimhe-Maigh Eo) ist eine noch bis zum 1. April 2022 bestehende technische Hochschule im Westen Irlands. Die fünf Campūs befinden sich in Galway, Castlebar, Letterfrack und Mountbellew. Die GMIT gewann den Titel Institute of Technology of the Year der Sunday Times in den Jahren 2004, 2007, 2015 und 2022. Sie hat mehrere Forschungszentren und zwei Innovationszentren in Galway and Mayo. Ab dem April 2022 bildet sie mit dem Institute of Technology, Sligo und dem Letterkenny Institute of Technology zusammen die Atlantic Technological University, Irlands vierte Technische Universität.

## Geschichte
Die GMIT wurde 1972 als Regional Technical College (RTC) Galway gegründet. 1975 wurden die ersten Bachelor-Abschlüsse genehmigt und im Mai 1977 das erste Mal verliehen. 1994 wurden jeweils ein Campus in Castlebar sowie in Galway gegründet. Das Galway RTC erlangte mit anderen technischen Hochschulen im Jahr 1992 volle Autonomität. Im Jahr 1997 wurde das College in Galway-Mayo Institute of Technology umbenannt.

### Zusammenschluss zur ATU
Nach Vorbereitungen im Jahr 2012 wurde 2015 ein formaler Antrag des Galway-Mayo Institute of Technology, des Institute of Technology, Sligo und des Letterkenny Institute of Technology zur Gründung einer gemeinsamen Technischen Universität bei der Higher Education Authority von Irland eingereicht. Die dafür gegründete Vereinigung wurde Connacht-Ulster Alliance (CUA) genannt. Ihr Ziel war es, eine Technische Universität mit Einzugsbereich im Westen und Norden von Irland zu gründen. Die CUA erhielt im Oktober 2020 erstmals 5,5 Mio. € zur Gründung des Nachfolgeinstituts der drei Institute. Die formale Genehmigung wurde im Oktober 2021 mit Startdatum im April 2022 erteilt. Ab diesem Zeitpunkt besteht die GMIT nicht mehr eigenständig.

## Campūs

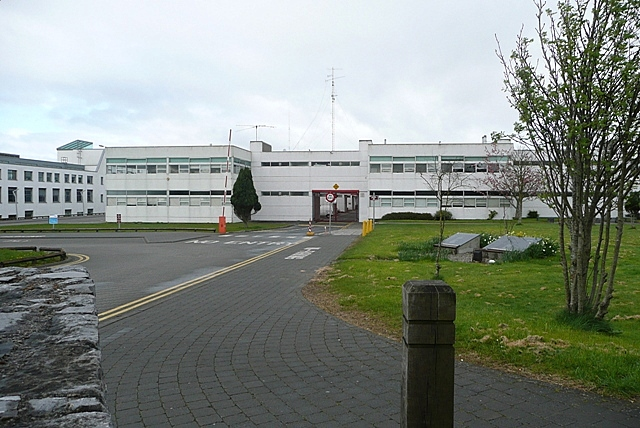
Galway Campus Hauptgebäude

### Galway Campus
Der GMIT Galway Campus liegt an der Dublin Road in Galway und überblickt den Galway Bay. Er beinhaltet die Verwaltungsgebäude der Hochschule sowie vier Fakultäten: Die School of Business, die School of Engineering, die School of Science & Computing und die Galway International Hotel School. Auf dem Galway Campus sind auch der Innovation Hub, das Lifelong Learning Centre und das Research, Development & Innovation Centre untergebracht.

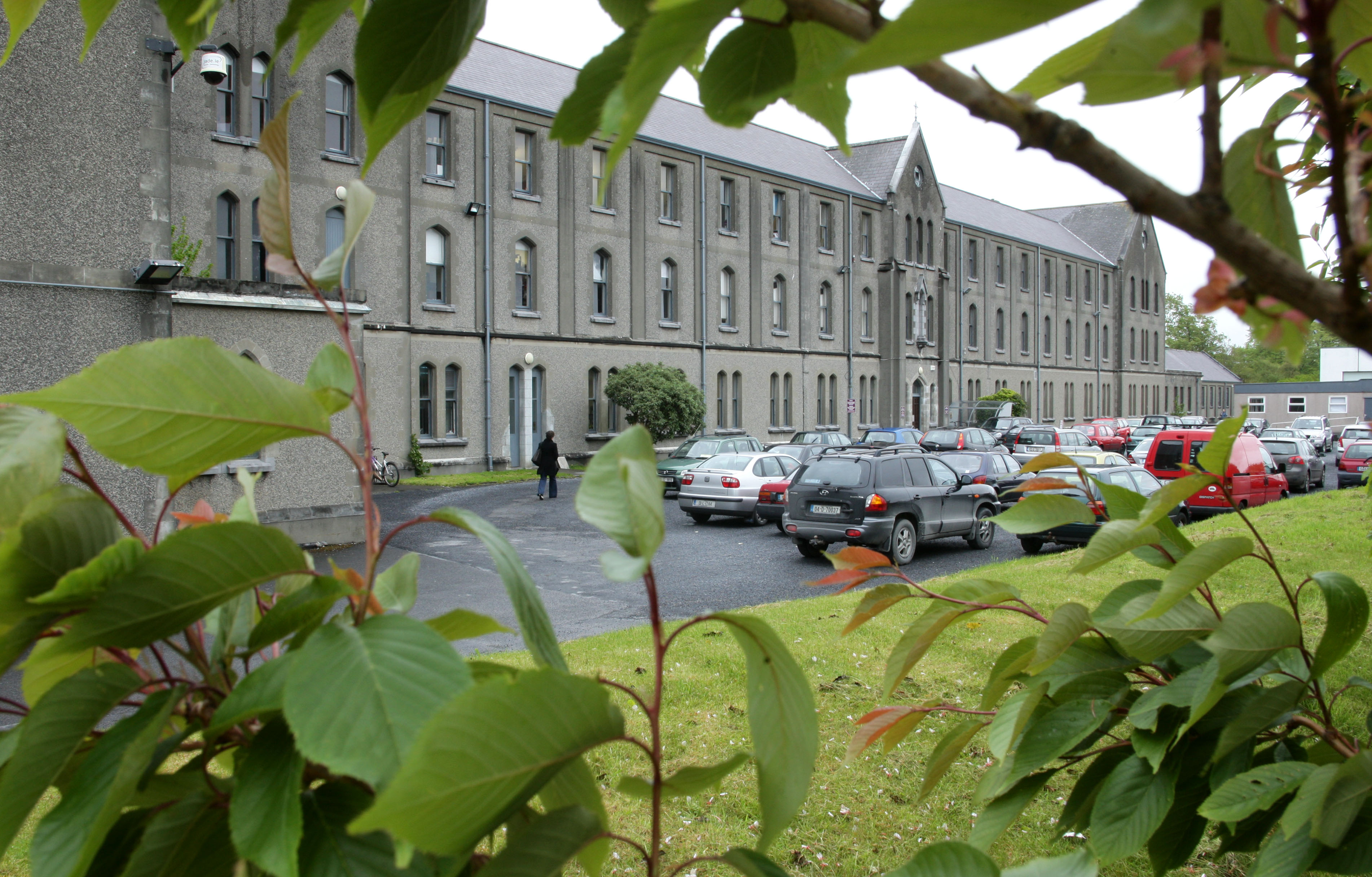
GMIT Centre for Creative Arts and Media, Galway

### Centre for Creative Arts and Media (CCAM)
Das Centre for Creative Arts and Media (CCAM) liegt einen halben Kilometer vom Hauptcampus auf der Monivea Road. Ist liegt in einer ehemaligen Redemptoristen-Kloster und beherbergt das Art, Design and Media College. Dort werden Bachelorkurse in Design, zeitgenössischer Kunst, Film, Textilien und bildende Künste angeboten.

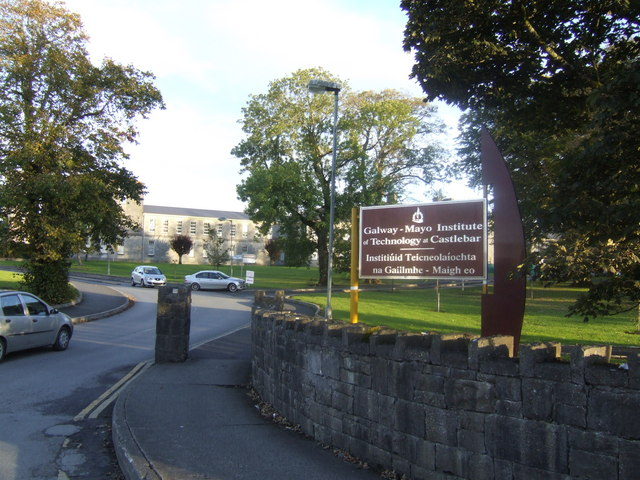
Campus Castlebar, 1866 erbaut als St. Mary’s Hospital

### Mayo Campus
Der GMIT Mayo Campus liegt bei Castlebar und umfasst etwa 20 ha Fläche. Hier werden Abschlüsse in Wirtschaftswissenschaften, Ingenieurwesen, Geisteswissenschaften, Sozialer Pflege und Technologie angeboten. Der GMIT Mayo Campus offeriert zudem Fernkurse für Fortbildungen und unterstützt mit seinem Innovationszentrum angehende Firmengründer und Start-Ups.

### Letterfrack Campus
Der GMIT Letterfrack Campus beherbergt das National Centre of Excellence for Furniture Design and Wood Technology und ist seit 1987 auf das Design von Möbeln spezialisiert. Er offeriert Abschlüsse in Möbeldesign und -herstellung sowie Holzwissenschaften. Der Campus liegt in Connemara im County Galway.

### Mountbellew Campus
Der GMIT Mountbellew Campus beherbergte das erste landwirtschaftliche College Irlands und wurde begonnen im Jahr 1904. Das ursprüngliche College wurde 1971 abgerissen und 1975 durch einen Neubau ersetzt. Heute können GMIT-Studenten zwischen drei Abschlüssen ausfällen: Agri-Business, Agri-Science oder Agri-Engineering und studieren wechselnd auf den GMIT Mountbellew und Galway Campūs.